# Sixtorp (naturreservat)
Sixtorp är ett naturreservat i Lekebergs kommun i Örebro län.
Området är naturskyddat sedan 2005 och är 42 hektar stort. Reservatet ligger vid sjön Multens nordöstra strand och väster om byn Sixtorp. Det består av lövskog, beteshagar och slåtterängar vid Gammelhyttebäckens utlopp där det funnits en hytta och strax intill ligger ett gruvfält där järnmalm brutits.